# Chevdzmari
Chevdzmari (georgiska: ხევძმარი), eller Chevdzmara (ხევძმარა), är ett periodiskt vattendrag i Georgien. Det ligger i den östra delen av landet, vid huvudstaden Tbilisi, där det mynnar i Kura (Mtkvara).